# B̀
B̀ (minuskule b̀) je speciální znak latinky, který se nazývá B s obrácenou čárkou. Tento znak se používá pouze v jazyce ntcham, který patří do nigerokonžské jazykové rodiny a používá se v Ghaně a Togu.

## Unicode
V Unicode mají písmena B̀ a b̀ tyto kódy:
- B̀ <U+0042, U+0300>

- b̀  <U+0062, U+0300>